# 30374 Bobbiehinson
30374 Bobbiehinson è un asteroide della fascia principale. Scoperto nel 2000, presenta un'orbita caratterizzata da un semiasse maggiore pari a 2,3750747 UA e da un'eccentricità di 0,1237763, inclinata di 6,17400° rispetto all'eclittica.